# Georg Marggraf

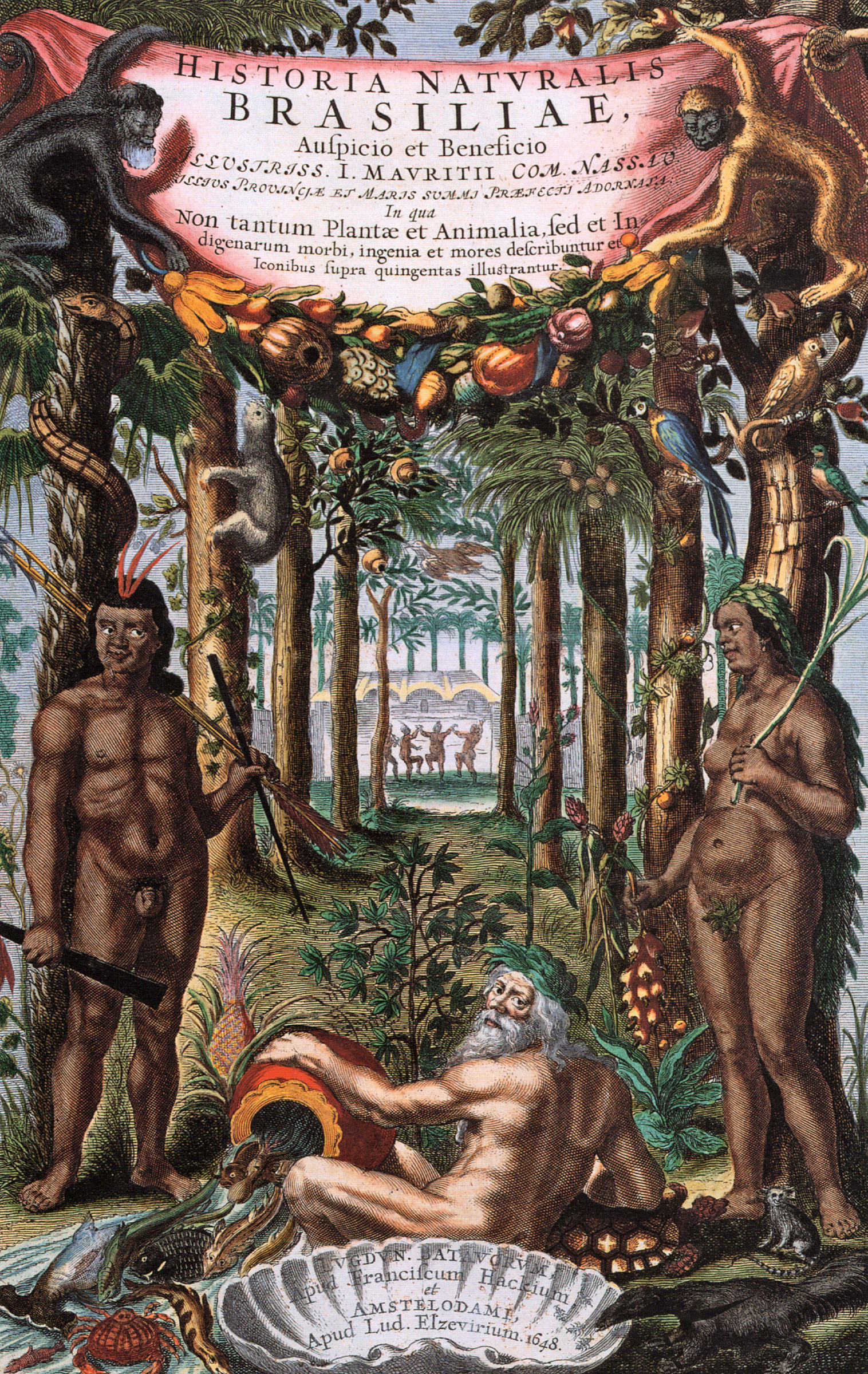
Willem Piso i Georg Marggraf: Historia Naturalis Brasiliae; 1648

Georg Marggraf (ur. 20 września 1610 w Liebstadt, zm. w styczniu 1644 w São Paulo de Loanda w Angoli) – niemiecki przyrodnik, kartograf, botanik, zoolog, astronom i meteorolog.

## Życiorys
Do 1636 Marggraf studiował botanikę, astronomię, matematykę i medycynę na akademiach w Niemczech i Szwajcarii. W 1637 przeniósł się do Lejdy w Holandii. W 1637 objął obowiązki astronoma kompanii, która prowadziła przygotowania do wyprawy do kolonii w Brazylii. Marggraf wypłynął tam w 1637. W Brazylii prowadził obserwacje astronomiczne oraz prowadził praktykę lekarską. Liczne wyprawy w głąb terytorium kolonii sprawiły, że zaczął pasjonować się kartografią, botaniką, zoologią. W 1647 Caspar Barlaeus wydał jego zbiorczą mapę regionu. Pasja przyrodnicza zaowocowała wydaniem wraz z Willemem Piso 8 tomów Historia Naturalis Brasiliae (subtytuł: Historia rerum naturalium Brasiliae), z których trzy były poświęcone drzewom, a pozostałe ssakom, rybom, ptakom, wężom i owadom. Marggraf poświęcił wiele prac geografii, etnologii i meteorologii.
W 1643 Marggraf wyjechał z Brazylii do Angoli. Zmarł w 1644 na malarię w angolskim São Paulo de Loanda.